# 로이 O. 디즈니
로이 올리버 디즈니(Roy Oliver Disney, 1893년 6월 24일~1971년 12월 20일)는 미국의 기업인이다. 동생인 월트 디즈니와 함께 월트 디즈니 컴퍼니를 설립하였다.